# Конюшина коричнева
{{#ifeq:0|0|{{#if:Trifolium badium|{{#if:|[[]}}|[[]]}}}}
Конюшина коричнева (Trifolium badium) — вид квіткових рослин родини бобових (Fabaceae). Рослина середземноморсько-чорноморсько-каспійського регіону. Це багаторічна рослина 7–40 см заввишки з яйцеподібними суцвіттями й жовтими (що стають жовто-коричневими) квітковими віночками.

## Біоморфологічна характеристика
Це трав'яниста волосиста багаторічна, прямовисна чи висхідна рослина 7–40 см заввишки. Листки, як правило, чергові, два верхні — супротивні. Прилистки ланцетні, гострі. Листочки 1–3 см, широко-еліптичні з клинуватою основою, всі сидячі. Суцвіття 1–2 см завширшки, яйцювате, стає кулястим, багатоквіткове. Квітки жовтуваті, що переходять у жовто-коричневі. Чашечка 4–5 мм, зубці волохаті. Віночок 6–8 мм. Плід вміщений у чашечку або трохи довший, з одним насінням. Насіння 1.3–1.6 мм, гладке, матово-зелене, біля основи жовтувате. 2n = 14, 28.

## Поширення
Рослина середземноморсько-чорноморсько-каспійського регіону: Австрія, Швейцарія, Чехія, Німеччина, Угорщина, Польща, Словаччина, колишня Югославія, Албанія, Болгарія, пн. Італія, Румунія, Іспанія, Франція, Україна, Північний Кавказ, Іран, Туреччина, Грузія. Росте на вологих пасовищах, біля струмків і під деревами.
В Україні вид росте на високогірних луках (полонинах) — у Карпатах на Свидовецькому хребті (гори Драгобрат та Близниця). У ЧКУ має статус «рідкісний».